# Voglio bene soltanto a te!
Voglio bene soltanto a te! è un film del 1946 diretto da Giuseppe Fatigati.